# Luftwerbung

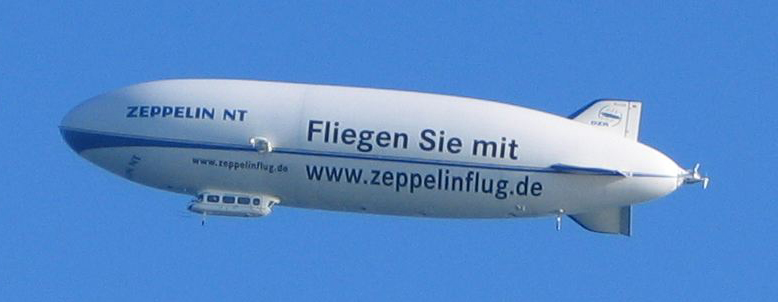
Werbung für Rundflüge am Zeppelin NT

Unter Luftwerbung versteht man die Werbung aus der Luft. Dies ist möglich mit Luftfahrzeugen, die leichter als Luft sind, wie zum Beispiel Ballons und Luftschiffe – beide zählen zu den Inflatables – oder mit Fluggeräten schwerer als Luft, wie Luftsportgeräten und Flugzeug.

## Werbebeschriftungen

Heißluftballone mit Werbeaufschriften bei der Warsteiner-Montgolfiade

Auf zahllosen Luftfahrzeugen finden sich, auch um die Unterhaltskosten finanzieren zu können, Werbeaufkleber und -lackierungen in unterschiedlichster Art und Größe. Bisweilen werden einige Heißluftballone speziell als Werbefigur geformt angefertigt. Werbebeschriftungen findet man auch auf Hängegleitern, Gleitschirmen und sogar Segelflugzeugen, vor allem jedoch an Luftschiffen. Heißluft-Luftschiffe, die aus den Heißluftballons entwickelt wurden, werden häufig genau für diesen Zweck gefertigt.
Insbesondere Luftschiffe eignen sich wegen ihrer großen Abmessungen und der auch Ballonen eigenen geringen Geschwindigkeit sehr gut für Werbebeschriftungen. Sie können alternativ Leuchtreklamen tragen. Diese sind speziell nachts ein eindrucksvoller Anblick und wurden gelegentlich schon für UFOs gehalten. Das erste Luftschiff, welches Bilder auf seine Hülle projizieren konnte, war bereits 1910 der Parseval PL 6.

### Unbemannte Fesselballone, Leuchtballone und Fesselblimps
In der Luftwerbung spielen auch unbemannte, gefesselte Luftschiffe und Ballone eine große Rolle. Die Ballone haben Durchmesser von 2,5 bis 10 Meter und werden üblicherweise entweder aus recht kostengünstigem Vinyl oder aus hochwertigerem Polyurethan-Nylon hergestellt. Die Füllung erfolgt in der Regel mit Helium, seltener mit dem brennbaren Wasserstoff. Eine Abwandlung der Fesselballone sind Fessel-Luftschiffe, die im Grunde stromlinienförmige Ballone mit Stabilisierungsflossen sind. Hersteller in Deutschland sind die Evolution GmbH in Stockach, Deutsche Inflatable e.K. in Lübeck, die hochhinaus Luftwerbegesellschaft in München, die Ballonfabrik Augsburg (Betrieb mittlerweile eingestellt) und die GEFA-FLUG GmbH aus Aachen.

## Bannerschlepp

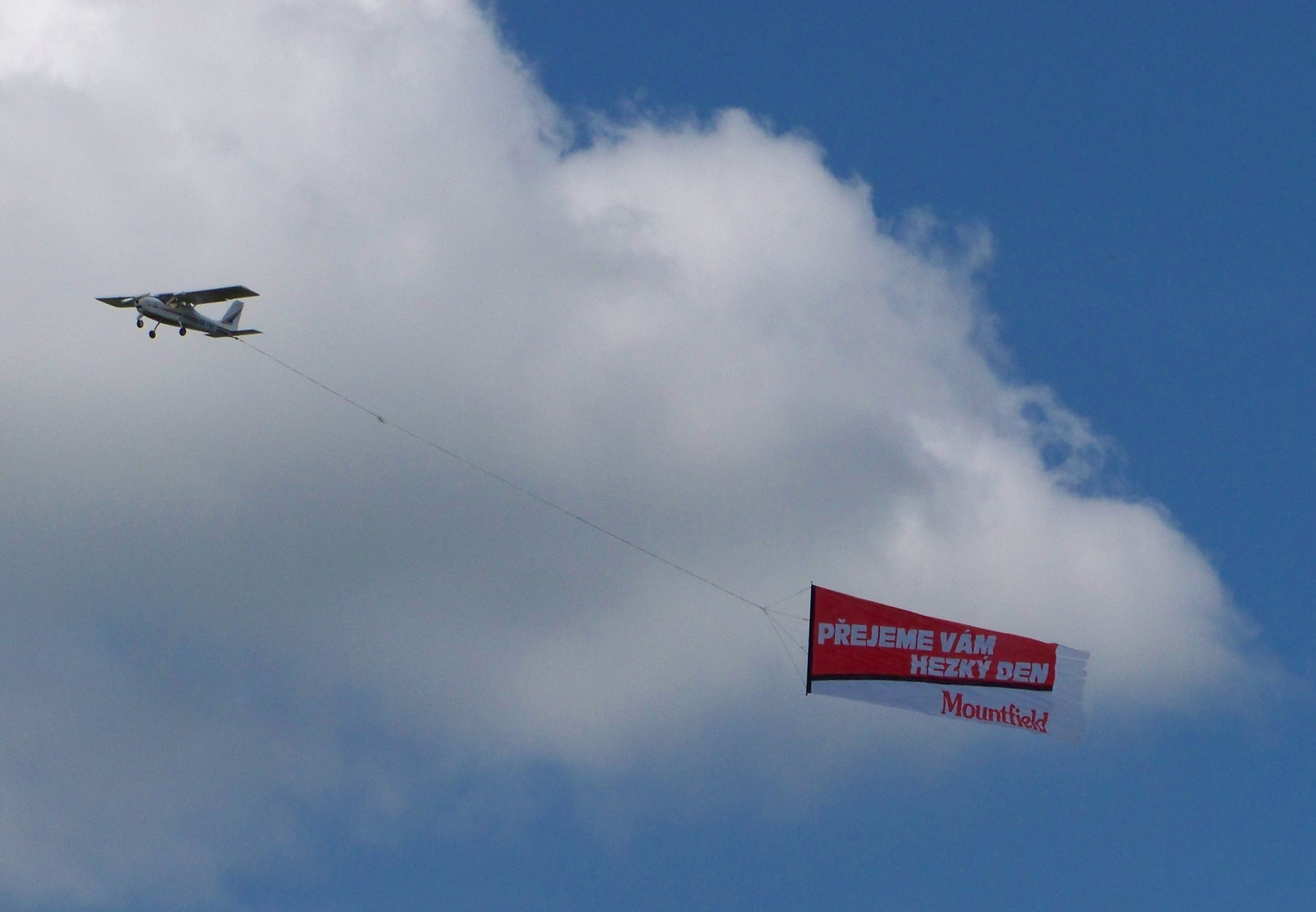
Tschechischer Bannerschlepp

Der Bannerschlepp (engl. banner towing) zieht bei vertretbaren Kosten relativ viel Aufmerksamkeit auf sich. Hierbei zieht ein kleines Motor- oder Ultraleichtflugzeug, seltener auch ein Hubschrauber, ein Schleppbanner im Flugzeugschlepp. Problematisch am Bannerschlepp ist für den Piloten lediglich der Start, da das Banner entweder im Flug durch den sogenannten Fangschlepp mit einem Schlepphaken aufgenommen werden muss, wie dies bei kleinen Motorflugzeugen der Fall ist, oder bei Ultraleichtflugzeugen direkt mit dem angehängten Banner gestartet werden muss.
Es gibt auch beim Fallschirmspringen Bannerwerbung, der Fallschirmspringer zieht dann ein kurzes Werbebanner oder auch zusätzlich eine Rauchspur hinter sich her.
Der aktuelle Guinness-Weltrekord im Bannerschlepp wurde am 1. Mai 2011 am Nürburgring aufgestellt. Ein Helikopter Sikorsky S-76A++ schleppte dort ein 5.000 m² großes, 1,3 t schweres Banner.

## Himmelsschreiben

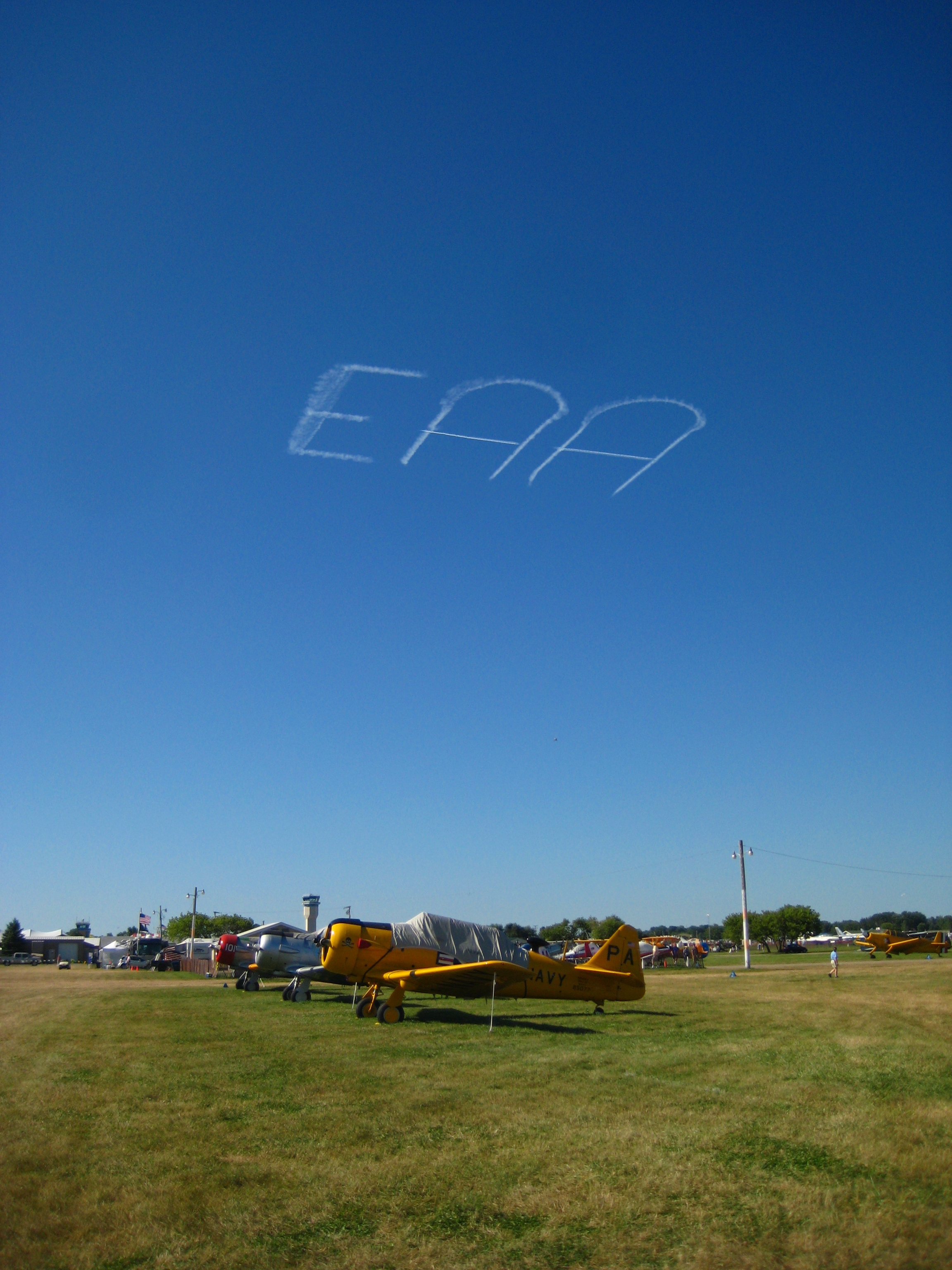
Skywriting bei der Oshkosh Airshow

Himmelsschreiben oder engl. Skywriting ist eine seltene aber sehr wirkungsvolle Art der Luftwerbung. Ein Motorflugzeug spritzt dabei ein niedrigviskoses Öl (bewährt hat sich u. a. Marcol 52) in seine Auspuffanlage, das durch die hohe Temperatur der Abgase zu dichtem weißem Rauch verdampft.
Der Pilot kann durch entsprechende Flugmanöver und exakt getimtes Ein- und Ausschalten der Rauchanlage Buchstaben, Zeichen und z. B. Logos oder Herzen mit Initialen erzeugen. Ausschlaggebend ist hierbei eine Flughöhe von mindestens 3000 Metern, damit der Rauch viele Minuten lang sichtbar bleibt und nicht, wie bei Airshows und Luftrennen zu beobachten, sich binnen kurzer Zeit auflöst.
Windeinflüsse spielen dabei keine große Rolle, da der Wind in diesen Höhen gleichmäßig weht und die Himmelsschrift als Ganzes mit sich nimmt. Der Pilot kann dies berücksichtigen und seine Schrift entsprechend anlegen. Wolkenfreier Himmel oder zumindest sehr hohe Wolkenuntergrenzen sind hingegen unbedingt erforderlich.
Mit dem Himmelsschreiben kann nur wenig Information vermittelt werden. Dieser Nachteil relativiert sich im Zeitalter internetfähiger Mobiltelefone: Die URL einer Website kann problemlos geschrieben werden. So lässt sich dann die eigentliche Werbebotschaft darstellen.

## Flogos

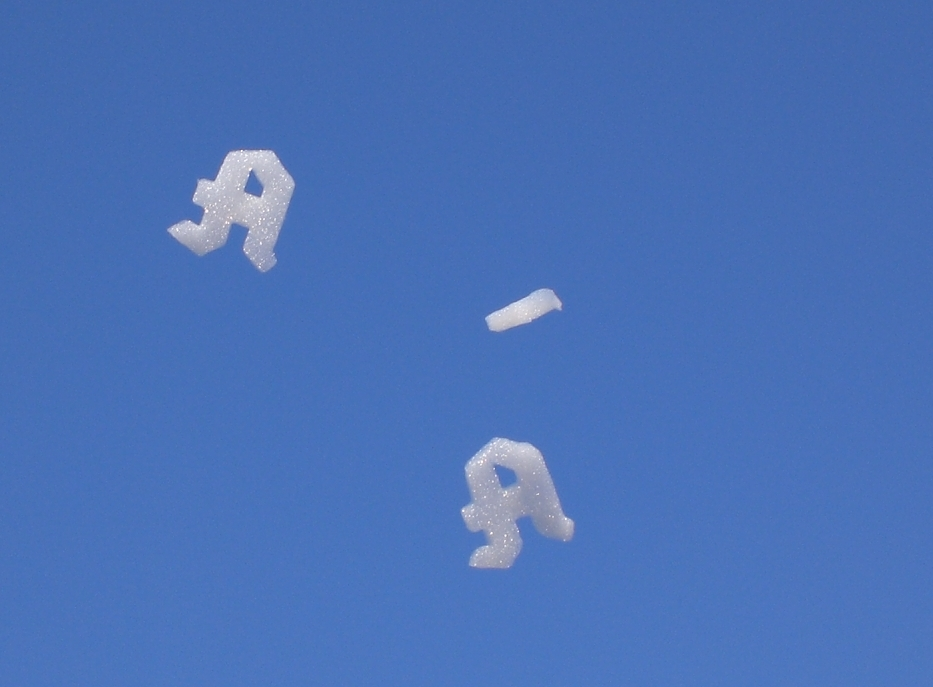
Flogos, fliegende Schaum-Motive

Eine relativ junge Form der Luftwerbung ist das Flogo (Kunstwort aus „flying“ bzw. „fliegend“ und „Logo“). Dabei handelt es sich um formstabile, individuell gestaltbare Motive aus Schaum, die in die Luft aufsteigen. In einer speziellen Maschine wird dazu ein Seifenfluid mit Wasser und Helium aufgeschäumt. Der dadurch entstandene, steife Schaum wird durch eine Schablone gepresst, somit in seiner Kontur geformt und eine Schicht abgeschnitten. Flogos werden individuell gestaltet und können Buchstaben, Firmenlogos, Schriftzüge, Zahlen oder sonstige Symbole darstellen.

## Akustische Luftwerbung
Die Werbung mittels Lautsprecheranlagen aus Luftfahrzeugen, wie sie bis ca. 1995 z. B. in Spanien an den Stränden praktiziert wurde, indem Flugzeuge in geringer Höhe aus Lautsprechern mit großer Lautstärke Werbebotschaften verbreiteten, wurde inzwischen europaweit verboten.

## Werbung durch Ballonwettflüge

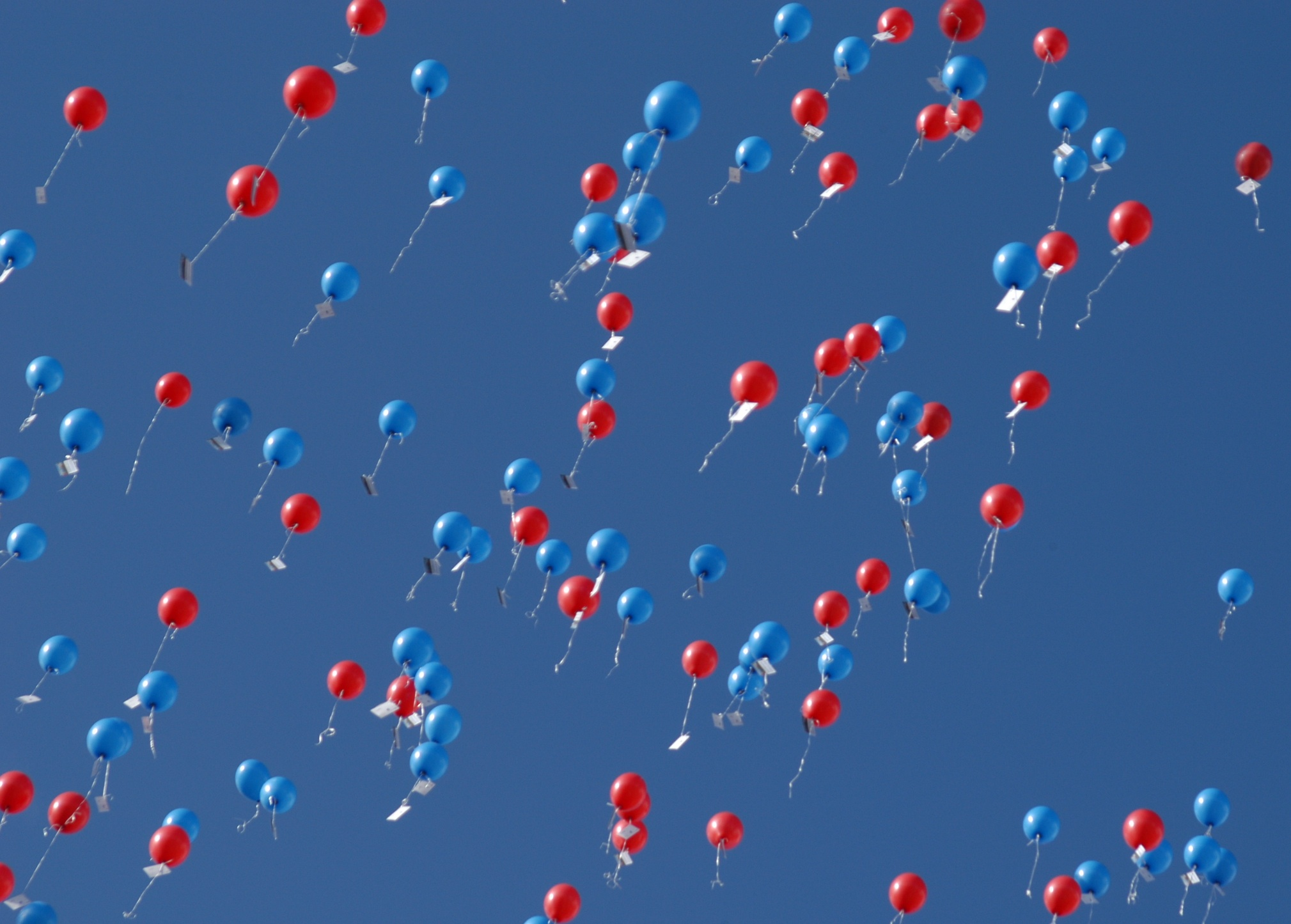
Ballonwettbewerb

Zahlreiche Firmen veranstalten mit handelsüblichen, heliumbefüllten Luftballons, an die Postkarten des Absenders angehängt sind, Weitflugwettbewerbe.